# Tasikmalaya
Tasikmalaya – miasto w Indonezji na Jawie w prowincji Jawa Zachodnia u podnóży wulkanów Galunggung i Sawal; położone na wysokości 350 m n.p.m.; ośrodek turystyki górskiej; 271 tys. mieszkańców (2005).
Ośrodek regionu rolniczego, uprawa kauczukowca, ryżu, kukurydzy, orzeszków ziemnych; przemysł spożywczy, włókienniczy; rzemiosło (jedwabie, batiki, wikliniarstwo, papierowe parasolki); węzeł drogowy i kolejowy; uniwersytet (Universitas Siliwangi zał. 1978).